# بووتویل (لوئیزیانا)
بووتویل (به انگلیسی: Boothville) یک منطقهٔ مسکونی در ایالات متحده آمریکا است که در پریش پلاکماینس، لوئیزیانا واقع شده‌است. بووتویل ۸۵۴ نفر جمعیت دارد و -۱ متر بالاتر از سطح دریا واقع شده‌است.